# مدرسه ملی شرافت
مدرسهٔ ملی شرافت نام یکی از مدارس قدیم شهر همدان است. این مدرسه در سال ۱۲۸۸٫ش(۱۳۲۷٫ق) به مدیریت شیخ میرزا محبعلی قراگوزلو در ۶ کلاس رسماً افتتاح گردید. محل اولیه این مدرسه در پشت امامزداده شاهزاده حسین نزدیک بازار قدیمی همدان بود و سپس به باغ کلیمی‌ها در پشت آرامگاه استر و مردخای انتقال یافت. در این مدرسه علاوه بر علوم مذهبی علومی نظیر: شرعیات، مقدمات، ریاضی، هندسه، تاریخ و جغرافیا و حتی زبان فرانسه نیز تدریس می‌گردید. مؤسس مدرسه برای تدریس زبان فرانسه با وجود مخالفت برخی افراد، اقدام به استخدام معلمی یهودی به نام ملامنهم در مدرسه خود نمود، چراکه در بین مسلمانان همدان کسی همچون او به زبان فرانسه مسلط نبود. مدرسه شرافت ادامهٔ همان مدرسه شریفیه بود که توسط بانی آن میرزا محبعلی قراگوزلو به نام مدرسه شرافت و با مدیریت جدید نامگذاری شد. هدف تأسیس این مدرسه را مقابله با مدارس خارجیان و مدارس اقلیت‌های مذهبی که در حال گسترش و تأثیرگذاری بر مسلمانان بودند و نیز کمبود مدارس ملی و دولتی تشکیل می‌داد. شیخ میرزا محبعلی قراگوزلو ملقب به پیر معارف همدان(۱۲۵۲–۱۳۱۷٫ش) یکی از روحانیون فرهنگی و بنیانگذار مدارس نوین در همدان به مدت ۱۰ سال از محضر عالم فقیه آیت‌الله هیدجی کسب فیض نمود. پس از مدتی قصد ادامه تحصیل در نجف اشرف نمود و چون در مسیر راه به همدان رسید و وضع فرهنگی شهر و فعالیت و تبلیغ دینی و فرهنگی یهودیان و ارامنه را دید تصمیم گرفت در این شهر اقامت گزیند و به ترویج دین و فرهنگ اسلامی بپردازد. به همین خاطر شغل معلمی را برگزید و در مدرسه شریفیه به تدریس پرداخت و به دنبال آن با همان هدف فرهنگی- مذهبی مدرسه شرافت را تأسیس کرد. وی علاوه بر مدیریت این مدرسه به تدریس نیز می‌پرداخت. مدرسه شرافت تا سال ۱۳۰۵٫ش بالغ بر ۱۰۰ فارغ‌التحصیل داشت. از تعداد شاگردان آن در همان سال ۵۰ نفر به صورت رایگان و ۲۵۰ نفر با شهریه تحصیل می‌کردند. تعداد آموزگاران مدرسه در همان سال بالغ بر ۱۰ نفر بود.